# Барвінівка (Василівський район)
Барвіні́вка — село в Україні, у Роздольській сільській громаді Василівського району Запорізької області. Населення становить 148 осіб. До 2020 орган місцевого самоврядування — Любимівська сільська рада.

## Географія
Село Барвінівка розташоване на відстані 1 км від села Дніпровка та за 2,5 км від села Любимівка.

## Історія
1922 — дата заснування.
12 червня 2020 року, відповідно до розпорядження Кабінету Міністрів України № 713-р «Про визначення адміністративних центрів та затвердження територій територіальних громад Запорізької області», увійшло до складу Роздольської сільської громади.
19 липня 2020 року, в результаті адміністративно-територіальної реформи та ліквідації  Михайлівського району та Токмацького районів населені пункти  громади увійшли до складу Василівського району.